# Margaret John
Margaret John (* 14. Dezember 1926 in Swansea, Wales; † 2. Februar 2011 ebenda) war eine britische Schauspielerin.

## Leben

### Ausbildung und Theater
John machte bei Theateraufführungen in der Schule ihre ersten schauspielerischen Erfahrungen, wo sie gelegentlich auch mit ihrer Schwester Mair auftrat. John spielte anschließend auch bei Kirchenaufführungen und hatte mit der Swansea Welsh Drama Society wöchentliche Auftritte in Repertoire-Stücken am Grand Theatre in Swansea. Sie wollte ursprünglich Krankenschwester oder Tierärztin werden. Da sie jedoch den Anblick von Blut nicht ertragen konnte, entschied sie sich für die Schauspielerei. Sie absolvierte die London Academy of Music and Dramatic Art, die sie 1950 mit ihrem Schauspieldiplom verließ.
Johns professionelle Karriere begann dann zunächst beim Rundfunk und beim Theater. Im Verlauf ihrer Karriere arbeitete John immer wieder auch am Theater. 1986 spielte sie an der Seite von Eileen Atkins in einer Inszenierung von Medea am Young Vic Theatre in London. Auf der Bühne blieb John bis in hohe Alter aktiv: im März 2009 spielte sie am Wales Millennium Centre in Cardiff gemeinsam mit Joanna Page und Sian Lloyd die Vagina-Monologe. Im Juli/August 2010 übernahm sie im Millennium Centre in Cardiff und im Venue Cymru in Llandudno die kleine Rolle der Lady Cravenshire, Jurorin und Vorsitzende des alljährlichen Kuchen-Backwettbewerbs des Rylstone Womens's Institute, in einer Bühnenfassung der Filmkomödie Calendar Girls.

### Film und Fernsehen
Ihr Fernsehdebüt gab John 1956 in einem Fernsehfilm in walisischer Sprache. Obwohl sie selbst nicht fließend Walisisch sprach, übernahm sie jedoch gelegentlich auch Rollen in dieser Sprache. 1960 spielte sie die Rolle der Bronwen, der bezaubernden Ehefrau des Bergarbeiters Ifor, in einer mehrteiligen Fernsehverfilmung des Romans So grün war mein Tal von Richard Llewellyn.
Seit den 1960er Jahren arbeitete John dann fast ausschließlich für das Fernsehen. Sie übernahm Episodenrollen in verschiedenen Fernsehserien, unter anderem in Coronation Street, Dixon of Dock Green, Z-Cars und Doctor Who. In Doctor Who verkörperte sie 1968 in der Episode Fury From The Deep die Rolle der Megan Jones, der skeptischen Direktorin des Energieversorgungsunternehmens Euro Sea Gas. 2006 spielte sie nochmals in der Serie mit, als Großmutter Connolly in der Episode The Idiot's Lantern, die daran glaubt, dass Fernsehen die Gehirnzellen zerstört.
In den 1980er Jahren übernahm sie mit großem Erfolg die Rolle der Sprechstundenhilfe Marian Owen in der Seifenoper Crossroads. Von 2002 bis 2008 verkörperte sie in der Comedy-Serie High Hopes in ihrer Rolle als Elsie „Mam“ Hepplewhite das typische Bild der walisischen Mutter. Als Oberhaupt der Familie versucht sie eine zerrüttete Familie zusammenzuhalten. 2005 war sie in der Comedy-Serie The Mighty Boosh in der Rolle der alten Mörderin Nanotoo zu erleben, die ihre Opfer mit einer Busfahrkarte und Stricknadeln umbringt. 2005 spielte sie in der britischen Sketch-Show Little Britain eine lesbische Pensionärin. Einen besonderen Erfolg beim Fernsehpublikum errang sie von 2007 bis 2010 mit der Rolle der Doris in der Fernsehserie Gavin & Stacey. Als Cannabis rauchende, vulgäre und mit anzüglichen Ratschlägen die Liebesbeziehung von Gavin und Stacey kommentierende alte Nachbarin erhielt John Gelegenheit, ihr komödiantisches Talent zu zeigen.
John wirkte auch in mehreren Fernsehfilmen mit, so unter anderem 2009 in dem Filmdrama Framed, an der Seite von Trevor Eve.
2009 wurde sie bei den BAFTA Cymru Film, Television and Interactive Media Awards für ihr Lebenswerk ausgezeichnet.

## Privates
John war von 1975 bis zu seinem Tod 1978 mit Ben Thomas verheiratet. Ihr Ehemann war Erster Soloviolinist im London Symphony Orchestra. John lebte nach dem Tod ihres Ehemannes als Witwe in ihrer Geburtsstadt Swansea. Sie hatte keine Kinder. John starb in den frühen Morgenstunden des 2. Februar 2011 im Schlaf, nach kurzer Krankheit. Als Todesursache wurden „natürliche Gründe“ angegeben. Sie war zuvor im Krankenhaus behandelt worden.
In ihrer Freizeit spielte sie leidenschaftlich Jigsaw und Solitaire. Sie engagierte sich ehrenamtlich in zahlreichen Wohltätigkeitsorganisationen.

## Filmografie (Auswahl)
- 1960: So grün war mein Tal (How Green Was My Valley)
- 1963: Badger’s Bend (Fernsehserie)
- 1965: Coronation Street
- 1966; 1968; 1970: Task Force Police
- 1967: Z-Cars (Fernsehserie)
- 1968; 2006: Doctor Who
- 1974: Kein Pardon für Schutzengel (The Protectors; Fernsehserie, 1 Folge)
- 1975: Crown Court (Fernsehserie)
- 1978–1979: Crossroads (Fernsehserie)
- 1979: Emmerdale Farm (Fernsehserie, 6 Folgen)
- 1984: The District Nurse (Fernsehserie)
- 2002; 2008; 2010: Doctors
- 2002–2008: High Hopes (Fernsehserie)
- 2003–2004: Eyes Down (Fernsehserie)
- 2005: The Mighty Boosh
- 2005: Little Britain
- 2007–2010: Gavin & Stacey (Fernsehserie, 9 Folgen)
- 2008: Casualty (Fernsehserie, 1 Folge)
- 2009: Framed (Fernsehfilm)
- 2009: A Bit of Tom Jones?
- 2010: Skins – Hautnah
- 2011: Alys (Fernsehfilm)
- 2011: Game of Thrones (Fernsehserie, 2 Episoden)